# Algete
Algete er en by og kommune i det centrale Spanien i Madrid-regionen. Den har et indbyggertal på 21.167 (2024) indbyggere.